# Андрес, Джо
Мэ́ри Джо А́ндрес (англ. Mary Jo Andres; 21 мая 1954, Уичито, Канзас, США — 6 января 2019, Парк-Слоуп, Бруклин, Нью-Йорк, Нью-Йорк, США) — американский кинорежиссёр

, монтажёр, кинопродюсер, сценаристка, актриса

, хореограф и художница. Лауреат премий Международного фестиваля короткометражных фильмов в Уппсале, Международного кинофестиваля в Чикаго и Международного фестиваля независимого кино «Авиньон/Нью-Йорк» за короткометражный фильм «Чёрные воздушные змеи» (1996).

## Биография и карьера
Мэри Джо Андрес родилась 21 мая 1954 года в Уичито (штат Канзас, США) в семье участников Второй мировой войны. Отец Джо — Мартин Йорк Андрес (07.09.1922—29.09.1976), мастер-сержант морской пехоты США и полковник военно-воздушных сил США; мать — Розмари Андрес (в девичестве Кайача; 23.12.1920—14.06.2001), рядовая и помощник повара морской пехоты США.
Получила известность, выступая на кинетической сцене Нью-Йорка в 1980-х годах, благодаря своим фильмам, танцам и световым представлениям, показанным в Performing Garage, Экспериментальном театральном клубе La Mama, Performance Space New York, Danspace Project и Коллективе для Живого Кино. Как режиссёр Андрес получила признание и награды за фильм «Чёрные воздушные змеи» (1996 г.), который транслировался на PBS и участвовал в нескольких кинофестивалях, в том числе в кинофестивалях Сандэнс, Берлина, Торонто, Лондона и Human Rights Watch. Андрес снимала музыкальные и художественные видеоролики, а также работала над своими собственными фильмами. Работала консультантом по хореографии в известной Wooster Group.
Как художница оформляла интерьеры в ведущих университетах, музеях и художественных колониях, в том числе в Yaddo, и в Центре Рокфеллер-исследований в Белладжо, Италия. Андрес создала серию фотографий с цианотипами, которые можно увидеть на её сайте.
В 1987 году вышла замуж за актёра Стива Бушеми. В 1990-м году у них родился сын, Люсиан.
Джо Андрес умерла 6 января 2019 года в возрасте 64 лет от инкапсулированного перитонеального склероза. Закрытая панихида состоялась 8 января.